# Мейсамабад (Марказі)
Мейсамабад (перс. ميثم اباد) — село в Ірані, у дегестані Хондаб, у Центральному бахші, шагрестані Хондаб остану Марказі. За даними перепису 2006 року, його населення становило 167 осіб, що проживали у складі 41 сім'ї.

## Клімат
Середня річна температура становить 12,78 °C, середня максимальна – 32,06 °C, а середня мінімальна – -9,07 °C. Середня річна кількість опадів – 285 мм.
| Клімат поселення                              | Клімат поселення | Клімат поселення | Клімат поселення | Клімат поселення | Клімат поселення | Клімат поселення | Клімат поселення | Клімат поселення | Клімат поселення | Клімат поселення | Клімат поселення | Клімат поселення | Клімат поселення |
| Показник                                      | Січ.             | Лют.             | Бер.             | Квіт.            | Трав.            | Черв.            | Лип.             | Серп.            | Вер.             | Жовт.            | Лист.            | Груд.            |                  |
| Середній максимум, °C                         | 8,04             | 10,51            | 14,80            | 19,34            | 24,29            | 30,14            | 32,06            | 31,63            | 26,42            | 20,99            | 15,08            | 9,08             |                  |
| Середня температура, °C                       | −0,52            | 1,97             | 6,24             | 10,79            | 15,75            | 21,57            | 25,79            | 25,36            | 20,11            | 14,72            | 8,79             | 2,80             |                  |
| Середній мінімум, °C                          | −9,07            | −6,6             | −2,33            | 2,22             | 7,18             | 13,01            | 19,49            | 19,06            | 13,87            | 8,43             | 2,50             | −3,48            |                  |
| Норма опадів, мм                              | 45               | 35               | 49               | 38               | 35               | 8                | 0                | 1                | 1                | 7                | 25               | 41               |                  |
| Середньомісячна швидкість вітру, м/с          | 2.11             | 2.10             | 3.24             | 3.38             | 2.94             | 2.64             | 2.79             | 2.66             | 2.36             | 2.29             | 1.83             | 2.09             |                  |
| Середньомісячна сонячна радіація, кДж/м²·день | 8748             | 12053            | 14537            | 18015            | 22103            | 26838            | 25755            | 23892            | 20815            | 15275            | 10751            | 8670             |                  |
| --------------------------------------------- | ---------------- | ---------------- | ---------------- | ---------------- | ---------------- | ---------------- | ---------------- | ---------------- | ---------------- | ---------------- | ---------------- | ---------------- | ---------------- |
| Джерело:                                      |                  |                  |                  |                  |                  |                  |                  |                  |                  |                  |                  |                  |                  |